# 蓮池町 (神戸市)
蓮池町（はすいけちょう）は、兵庫県神戸市長田区の町名。1973年（昭和48年）までは隣接する大谷町も蓮池町に含まれていた。

## 歴史

### 行基が築いた溜池
当地には昭和初期まで実際に池があり、「蓮の池」「蓮池」と呼ばれていた。これは奈良時代の仏僧行基が農業用につくった溜池だと伝わっている。池は浄土にあるという「八功徳水」を模していることから「蓮の池」と称した。
古代の旧山陽道はこの蓮の池の南岸を一直線に通じていた。中世になると、海側に市街地が形成されて山陽道もそちらを経由するようになった。
行基は「蓮華寺」も創建したとされており、蓮の池を造成したときの木材の余りで作ったという卒塔婆10基があった。昭和期に蓮池町から分割された大谷町には、その板卒塔婆を伝える常福寺がある。明和年間（1764-1771年）の史料では、当地の最大の寺だったとされている。常福寺はほかにも蓮華寺の遺物を所蔵している。

### 戦乱の舞台
『平家物語』では、一ノ谷の戦い（1184年）に敗れた平重衡についての記述の中に蓮の池が登場する。また、『太平記』では湊川の戦い（1336年）の舞台の一つとして登場する。それによると、楠木正成の軍勢から逃げる足利直義を守るため、直義の家臣・薬師寺十郎次郎が「蓮池の堤」で孤軍奮闘した。

### 近現代
大正時代から池の埋め立てが行われ、1921年（大正10年）に神戸市の町名として「蓮池町」が設けられた。神戸市林田区（1931年（昭和6年））を経て、1945年（昭和20年）からは神戸市長田区蓮池町となる。また、蓮池町の一部は分割されて「大谷町」となった。
この間、1932年（昭和7年）の時点で池は完全に埋め立てられて消滅している。埋立地には市民運動場が設けられ、神戸市民運動場野球場、市民プール、体育館などがあった。野球場の片隅には蓮の池の跡の石碑が置かれていた。
現在は西代蓮池公園、兵庫県立文化体育館（神戸常盤アリーナ）などがある。

## 世帯数と人口
2021年（令和3年）12月31日現在の世帯数と人口は以下の通りである。
| 町丁   | 世帯数 | 人口 |
| ------ | ------ | ---- |
| 蓮池町 | 19世帯 | 28人 |

## 小・中学校の学区
市立小・中学校に通う場合、学区は以下の通りとなる。
| 大字   | 番地 | 小学校             | 中学校             |
| ------ | ---- | ------------------ | ------------------ |
| 蓮池町 | 全域 | 神戸市立池田小学校 | 神戸市立西代中学校 |

## 交通
蓮池町の南側に兵庫県道21号神戸明石線が通り、地下に阪神高速3号神戸線（神戸長田トンネル）、山陽電気鉄道・阪神電気鉄道が通じている。
- 兵庫県道21号神戸明石線
- 阪神高速3号神戸線（神戸長田出入口）
- 山陽電気鉄道・阪神電気鉄道（西代駅）

## 施設
- 蓮池町
  - 兵庫県立文化体育館（神戸常盤アリーナ）[9]
  - 西代蓮池公園

- 大谷町（旧蓮池町）
  - 神戸市立蓮池小学校[8]
  - 神戸常盤大学・神戸常盤大学短期大学部[8]
  - 常福寺 (神戸市)（真言宗）[8][7]
  - 金剛寺（真言宗）[8]
  - 大円寺（日蓮宗）[8]
  - 大乗寺（単立）[8]
  - 神戸湊西教会（日本基督教団）[8]